# Katyń (film)
Katyń (pronunție în poloneză [ˈkatɨɲ]) este un film polonez din anul 2007, având ca temă principală masacrul de la Katyń din anul 1940. Filmul a fost nominalizat pentru Premiile Oscar, la categoria cel mai bun film străin.